# 新宿 (水戸街道)

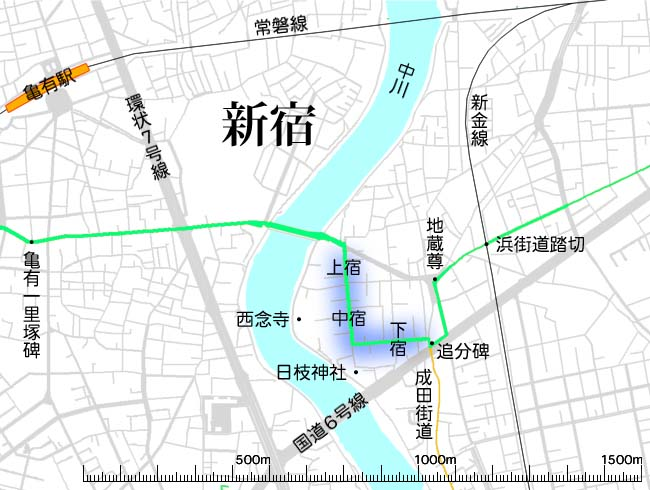
新宿(水戸街道)の現代地図に旧水戸街道の道筋を重ねた地図。

新宿（あらしゅく・にいじゅく）は、水戸街道千住宿から1つ目の宿場町。古くは「あらしゅく」と呼ばれていたが、現在は「にいじゅく」と読む。
現在の東京都葛飾区新宿2丁目にあたる。

## 概要
戦国時代、後北条氏が葛西城整備の一環でこの地に新たな宿場を設けたのが新宿の起こりである。宿場町は日光街道から別れて中川を渡り、現在の中川橋東詰から屈曲して南下する筋が、江戸側から上宿・中宿、日枝神社付近で屈曲して東に向う筋が下宿と、大きく三つに分けられている。小規模な宿場町で、問屋場は置かれていたが本陣は置かれなかったとされる。2005年時点で既に古建築を見出すことはできない。
中川を渡る新宿の渡しの渡し賃が新宿の収入源の一つであった。そのため明治時代に入ると常磐線の駅を新宿に設置する計画が持ち上がったものの、反対に遭って駅は両隣の亀有と金町に置かれ、新宿は衰微していった。
下宿の東端（現在の国道6号中川大橋東交叉点）付近には佐倉街道（成田街道）への追分があり、石碑（水戸街道石橋供養道標）が建てられていた。当石碑は一時葛飾区郷土と天文の博物館に保管されていたが、元の場所に戻された。
現在は石碑と枡形の旧道筋が往時の面影を伝えている。東京都道467号千住新宿町線は現在もこの旧道筋が指定されているが、後に枡形をショートカットする道が敷かれ、旧道筋はわかりにくくなっている。

## 周辺
- 立増寺[3]
- 宝蓮寺[3]
- 西念寺[3]
- 日枝神社[3] - 日枝神社の系列
- 浄心寺[3]
- 帝釈道追分石碑
- 中島守利像

## 隣の宿
千住宿 - 新宿 - 松戸宿
- 千住宿～新宿は一里十九町（約6キロ）。
千住宿～新宿間には、昭和になって荒川放水路が開削された。そのため、荒川土手から小菅の東京拘置所（元の関東郡代伊那半十郎下屋敷）までの区間は、跡形もなく失われている。中川を挟んで対岸の、現亀有駅南側には、間の宿として亀有宿があり、一里塚跡には水戸光圀と助さん格さんの三人組を彫った石像が置かれている。
- 新宿～松戸宿は一里三十町（約7キロ）。
佐倉街道との追分を過ぎるとすぐに別の追分があり、柴又帝釈天に至る道が南東に伸びていた。また江戸川の江戸側川待宿として間の宿の金町宿があり、葛西神社などが残されている。葛西神社から金町関所跡までは、江戸川の河川改修により旧街道筋は江戸川土手までの区間を残して河川敷に取り込まれて失われている。